# فوي د. كولر
فوي د. كولر (بالإنجليزية: Foy D. Kohler)‏ هو دبلوماسي أمريكي، ولد في 15 فبراير 1908، وتوفي في 23 ديسمبر 1990.

## وصلات خارجية
- فوي د. كولر على موقع مونزينجر (الألمانية)
- فوي د. كولر على موقع إن إن دي بي (الإنجليزية)